# Asmaa Aouattah
Asmaa Aouattah   (Al Hoceima, 2 d'octubre de 1970) (amazic: ⴰⵙⵎⴰⴰ ⴰⵓⵟⵟⴰⵁ) és una escriptora catalanoamaziga d'origen rifeny, agent d'igualtat, professora, filòsofa i membre activa del Moviment Popular Rifeny (Hirak Rif). És llicenciada en Filosofia per la Universitat Mohamed ben Abdellah de Fes, al Marroc, màster en Construcció i Representació d'Identitats Culturals per la Universitat de Barcelona i màster en Agents d'Igualtat d'Oportunitats per la Universitat de Lleida. Actualment treballa com a agent d'igualtat al Consell Comarcal del Maresme, a Mataró, i dedica el temps lliure a l'activisme i l'escriptura.
Ha publicat un llibre de contes i un poemari, tots dos protagonitzats majoritàriament pel Rif i les històries i lluites del seu poble, centrant-se especialment en la dona amaziga.

## Trajectòria
Tot i ser llicenciada en Filosofia per la Universitat Mohamed ben Abdellah de Fes i haver exercit com a professora de francès en un institut marroquí, Aouattah va començar la seva carrera com a escriptora amb la publicació de L'etern retorn, el febrer del 2018. Aquest llibre de contes, que va tenir un gran èxit, va marcar els lectors amb frases com: «El maleït dol migratori no ens deixa abraçar tot el que aquesta terra ens dona.»
El 2019, l'autora publica Entre cendra i foc. Poemes dedicats al Moviment Popular Rifeny (Hirak Rif) a Neret Edicions. Es tracta d'un poemari que relata les històries de les víctimes de la militarització, la colonització i l'opressió del poble rifeny. Inclou una traducció completa a l'amazic feta per ella mateixa en caràcters tifinag.
Aouattah també ha publicat Isfra n tmurt d yilel (Neret Edicions), una traducció completa d'Entre cendra i foc. Poemes dedicats al Moviment Popular Rifeny (Hirak Rif) a la llengua nativa de l'autora, l'amazic.

## Activisme
A més de ser escriptora i filòloga, Aouattah també és activista. Durant la seva joventut va participar activament en diferents lluites socials estudiantils al Marroc i quan va arribar a Catalunya va continuar la seva lluita. Va cofundar Totes Plegades dins de l'Associació de Veïns del Barri de Rocafonda, un espai per a dones nouvingudes. També forma part dels moviments feministes i independentistes i del moviment popular rifeny.

## Periodisme
L'activisme d'Aouattah no s'acaba al carrer i als centres cívics, sinó que dedica una part del temps lliure a escriure articles per a la revista Capgròs, que s'edita a Mataró, i altres diaris i revistes, majoritàriament sobre el Rif, i també forma part del programa Migrades/Amb veu de dona a Mataró Ràdio, amb Sílvia Llanto i Soraya el Farhi.

## Obres

### Llibres
- Aouattah, Asmaa. L'etern retorn.  Voliana, 20-02-2018. ISBN 978-84-947511-5-8.
- Aouattah, Asmaa. Isfra n tmurt d yilel (en amazic).  Neret edicions, 01-11-2019. ISBN 978-84-120352-3-0.
- Aouattah, Asmaa. Entre cendra i foc. Poemes dedicats al Moviment Popular Rifeny (Hirak Rif) (en català i amazic).  Neret edicions, 01-12-2019. ISBN 978-84120352-4-7. Arxivat 2021-04-13 a Wayback Machine.

### Curtmetratges
- “D'immigrades a ciutadanes” (Consell Comarcal del Maresme, 2018).[10]